# Hirschberg (Rhénanie-Palatinat)
Pour les articles homonymes, voir Hirschberg.
Hirschberg est une municipalité du Verbandsgemeinde Diez, dans l'arrondissement de Rhin-Lahn, en Rhénanie-Palatinat, dans l'ouest de l'Allemagne.

## Liens externes

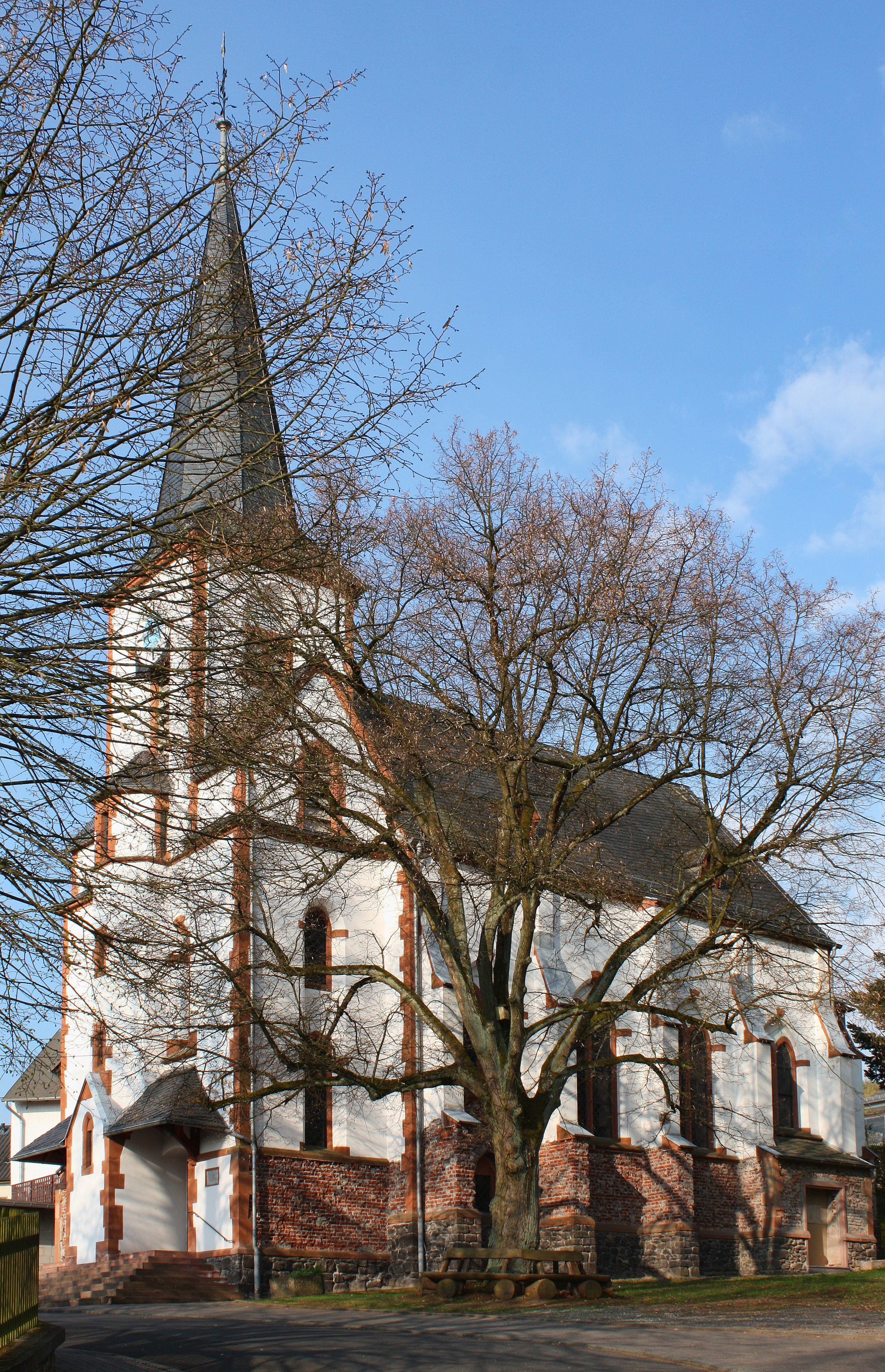
Église de Hirschberg